# Полтава
Полта́ва (МФА: [pɔɫˈtaʋɐ] ( прослухати)) — місто в центрі України, адміністративний центр Полтавської області, Полтавського району та Полтавської міської громади. Історичне населене місце.
Полтава — важливий культурний центр, великий транспортний вузол. Площа міста — 122 км². Адміністративно місто розділене на 3 райони: Шевченківський (колишній Жовтневий), Київський та Подільський. Населення — 294 695 осіб (станом на 2023 рік).
До складу Полтавської міської агломерації входять населені пункти: Сем'янівка, Патлаївка, Затурине, Макухівка, Копили, Терешки, Шмиглі, Щербані, Розсошенці, Горбанівка, Мильці, Супрунівка, Шостаки, Гожули, Івонченці, Тахтаулове, Жуки.
Полтава є центром Полтавської об'єднаної територіальної громади (ОТГ), до складу якої ввійшли також 10 сільських рад (села: Абазівка, Бричківка, Валок, Гожули, Ковалівка, Пальчиківка, Сем'янівка, Супрунівка, Тахтаулове, Чорноглазівка). Площа Полтавської міської ОТГ становить 547,8 км², населення — 312,8 тисяч осіб (2020). До проведення реформи децентралізації населення колишнього Полтавського району (1930—2020) становило 68,4 тисяч осіб (01.10.2020), площа району — 1259 км². Площа сучасного Полтавського району — 10 844,2 км, населення — 595,9 тисяч осіб.
До складу Полтавської регіональної агломерації включені території колишніх Полтавського (1930—2020), Диканського, Машівського й Новосанжарського районів області з чисельністю населення 462,4 тисяч осіб та площею 4277 км².

## Назва
За першою літописною згадкою міста в давньоруському Іпатіївському літописі відома під назвою «Лтава». Сучасна Полтава походить від найменування річки Лтава, правої притоки Ворскли (а саме від словосполучення «по Лтаві»), що текла Мазурівським яром на Поділ. Назві приписують слов'янське походження.
На початку XX століття щодо міста також уживали термін «Духовний центр України», чому сприяли діяльність цілої плеяди видатних діячів релігії, культури й мистецтва, значні церковні й історичні пам'ятки. Окрім того Полтава була найбільшим центром розвитку української культури та просвіти того часу.

## Символіка
Офіційними символами Полтави є герб, прапор та гімн.

## Історія

### Заснування
Офіційним часом заснування Полтави згідно з археологічними дослідженнями вважається 899 рік. Засноване у IX столітті сіверянами як форпост поперед Посульської лінії укріплене першопоселення на Івановій горі поклало початок розвитку давньоруського града Чернігівського, а згодом Переяславського князівств Х—ХІІІ століть, поселенням XIV, XV століть. Наявні археологічні свідчення погрому поселення дружиною Бориса Володимировича на початку XI століття.
Першу літописну згадку про місто містить Іпатіївський список «Повісті минулих літ» 1174 року. Монголо-татарська навала 1240 року не завдала шкоди Полтаві: жодних тогочасних руйнувань не виявлено. Уважається, що тогочасний град був знищений 1399 року після битви з ординцями Тімур-Кутлука.
Відповідно з родоводом Глинських, складеним у XVI столітті, згадується Полтава, що перебувала тоді під владою литовського князя Вітовта, який нібито передав її в правління князю Олександру Глинському. 1482 року на місто здійснив набіг хан Менґлі I Ґерай. Від 1503 року Полтава належала князю Михайлу Глинському. 1508 року її в нього відібрав король Сигізмунд I за участь в антиурядовому повстанні, однак пізніше її знову повернуто родині Глинських. У 1537 господарем міста став зять Глинських — Байбуза. А втім, ці відомості вважаються малодостовірними.
1630 року поселення як порожня слобода віддано Б. Обалковському, від 1641 — Станіславу Конецпольському, а 1646 року — у власність Яреми Вишневецького.
Під час заселення, опісля монгольської навали, одними з перших поселенців були мазури.

### Козацька доба

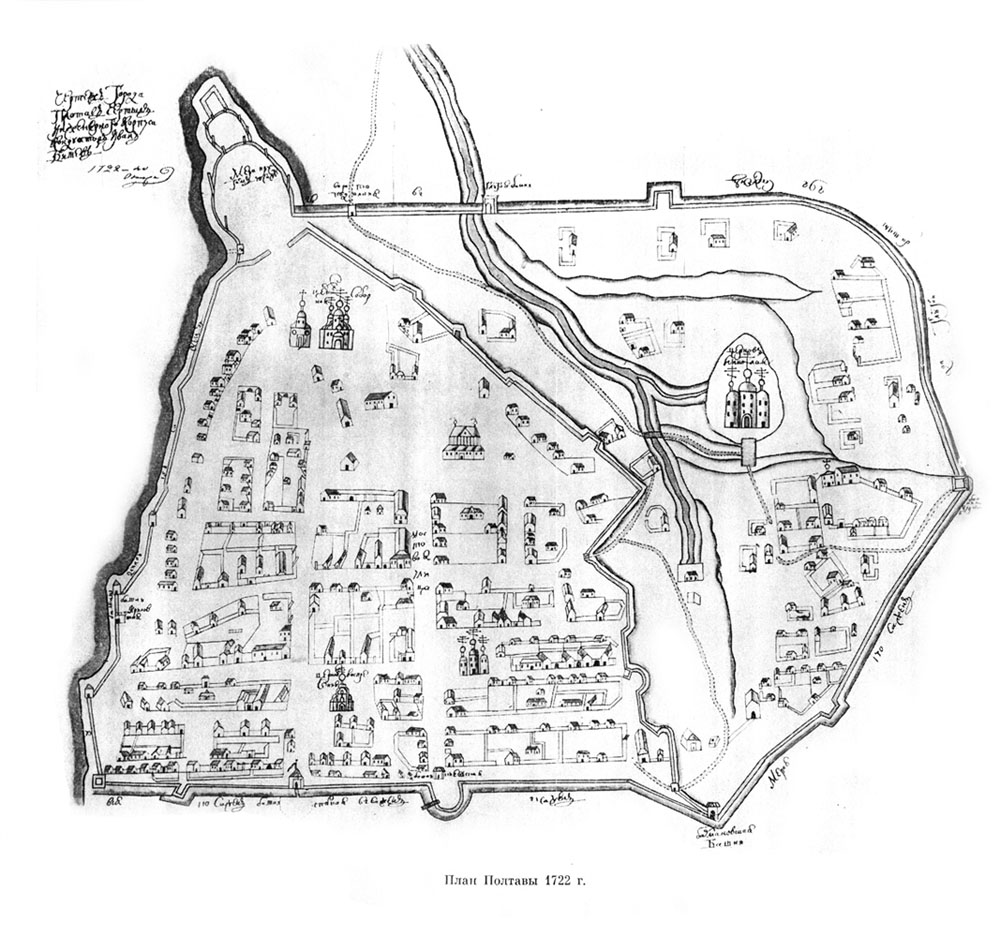
План Полтавської фортеці (1722)

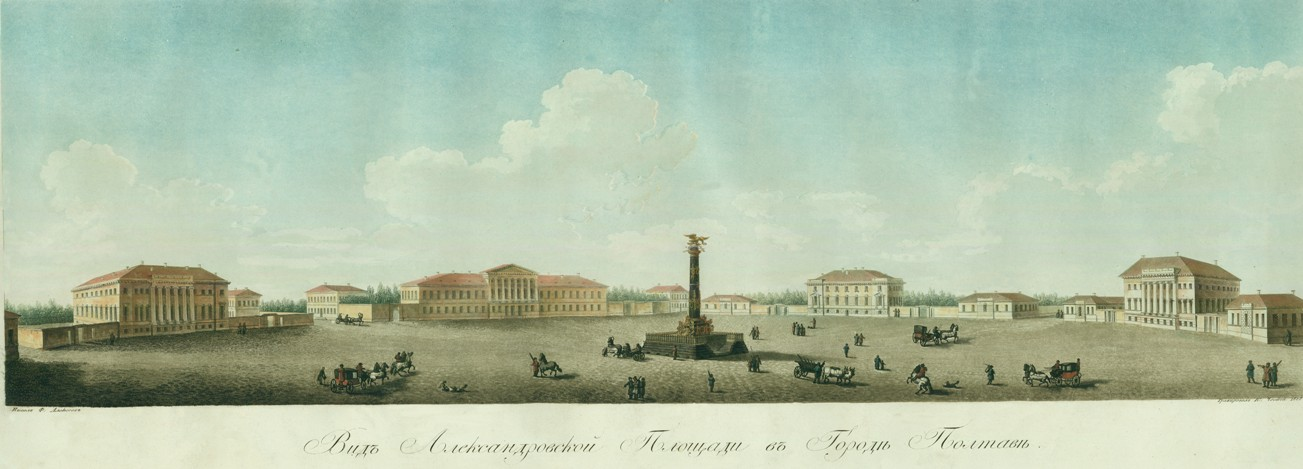
Олександрівський майдан (1800-ті)

Очолена козацтвом Визвольна війна проти магнатів Речі Посполитої перетворила Полтаву понад 350 років тому на військово-адміністративний центр Полтавського полку в складі Гетьманської України. У загальному соціально-політичному піднесенні Лівобережжя Дніпра того часу місто вирізнялося побудовою Хрестовоздвиженського монастиря, появою визначних творів козацького літописання Самійла Величка і Григорія Грабянки, поезій Івана Величковського. Полковник Мартин Пушкар, окрім звитяги під час Хмельниччини, відзначився невдалим повстанням проти Івана Виговського.
Поблизу міста 1709 року відбулася баталія, що остаточно закріпила стратегічну перевагу Росії у Північній війні, та було підірвано союзницькі плани Івана Мазепи та Карла XII. Увійшовши до складу Російської імперії, Полтавська губернія стала духовною столицею Малої Русі, її етнічно-національним центром.

### Російська імперія

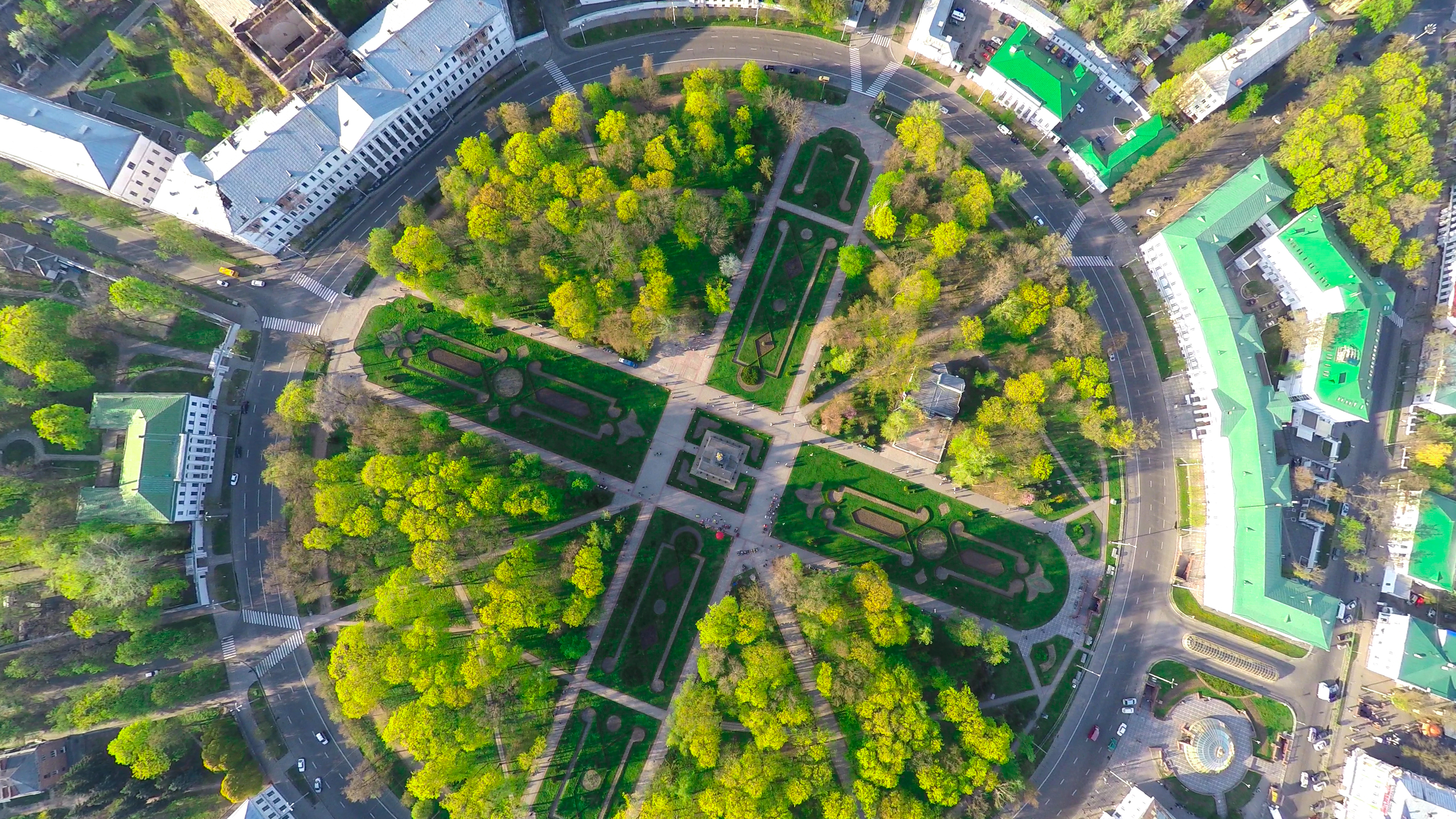
Ансамбль Круглої площі (краєвид згори)

До початку XIX століття Полтаву відвідували цариця Катерина II, полководці Олександр Суворов, Михайло Кутузов, який певний час очолював Полтавський легкокінний полк. Невеличке містечко з чепурними біленими будиночками, храмами у стилі козацького бароко залишилося на віки занотоване у подорожніх записах відомих мандрівників.

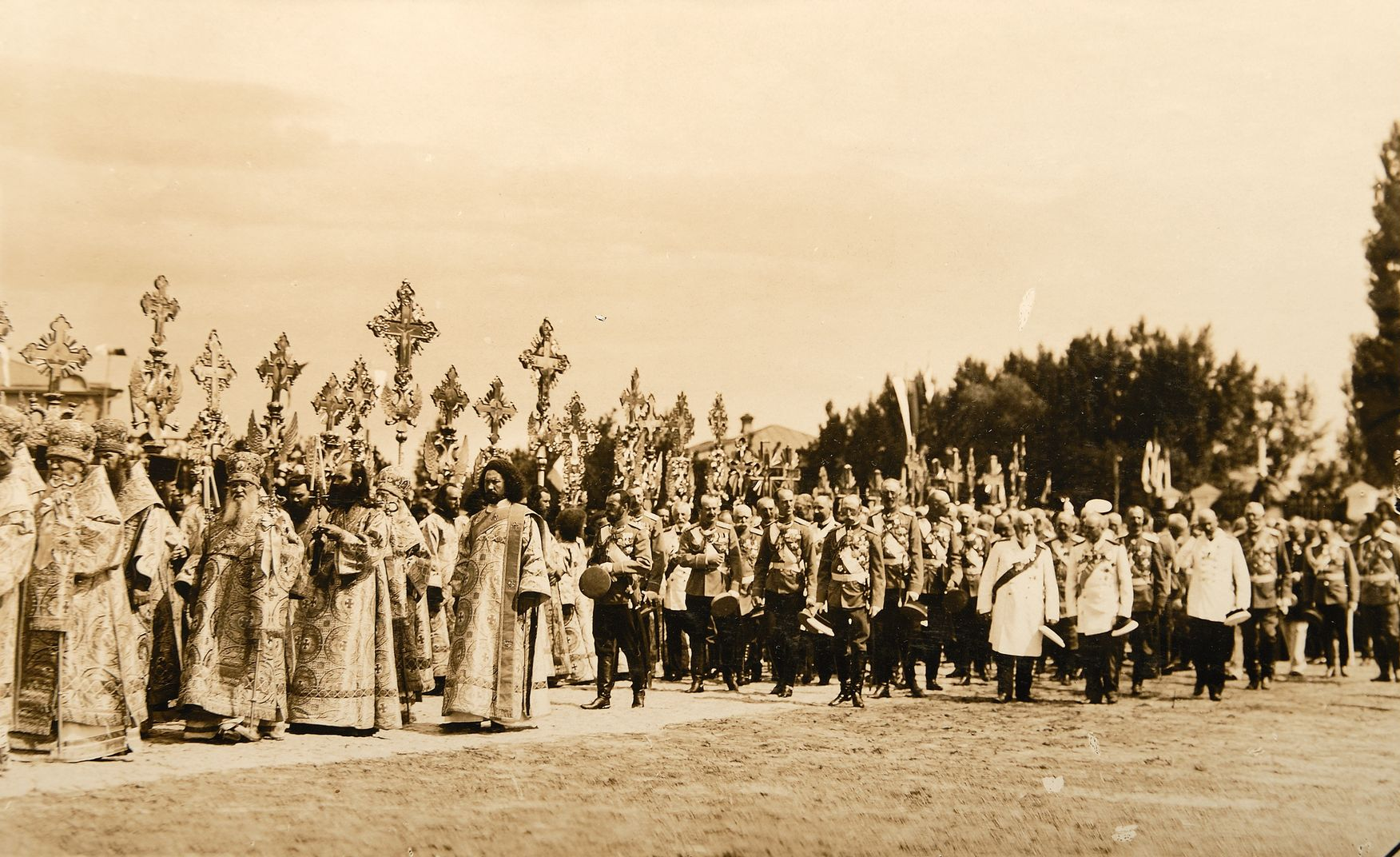
Хресна хода, приурочена до 200-річчя перемоги в Полтавській битві

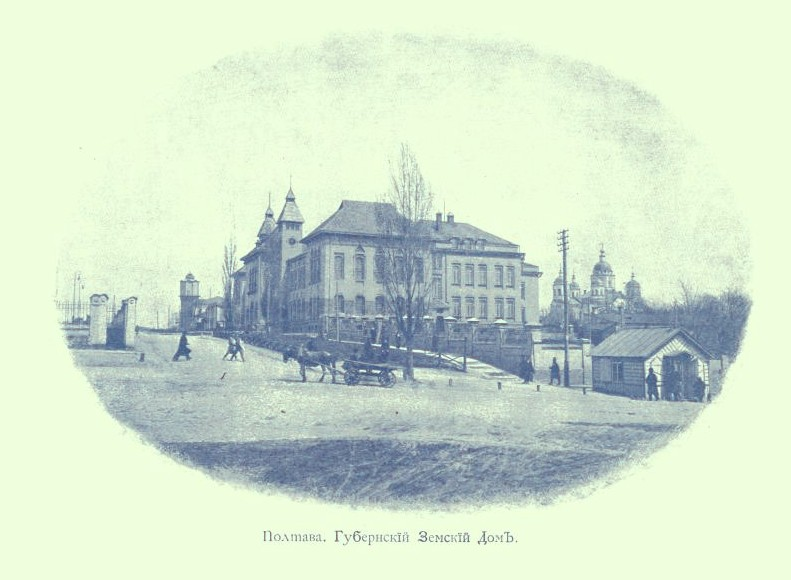
Будинок губернського земства. Архітектор Василь Кричевський. Початок XX століття

З 1776 по 1781 роки в місті мешкав архієпископ Євгеній Булгаріс, котрий очолив новостворену Слов'янську та Херсонську єпархії з резиденцією у Хрестовоздвиженському монастирі.
У 1802 році 8-тисячне місто стало центром губернаторства (до 1837) та губернії. У зв'язку зі 100-річчям Полтавської битви столицю губернії почали забудовувати найкращі зодчі. Відтоді сучасна Полтава успадкувала свою центральну частину — унікальний ансамбль Круглої площі. 1808-го до міста прибули німецькі поселенці, що утворили «німецьку колонію» в межах сучасних вулиць Сковороди та Семена Антонця.
У першій чверті XIX століття творчий геній Івана Котляревського дарував Україні власну літературну мову і започаткував нову українську літературу.
У 1846 році місцеві інтелігенти Василь Білозерський, Георгій Андрузький та інші увійшли до заснованого в Києві Кирило-Мефодіївського товариства — Білозерський став автором Статуту товариства, а Андрузький підготував «Начерки Конституції Республіки» й серед її штатів вперше окреслив межі України «з Чорномор'ям, Галичиною та Кримом».
Велике значення для місцевої економіки мало переведення у 1852-му до Полтави Іллінського ярмарку, що був одним з найбільших у тогочасній імперії.
У 1861 році починає діяти місцева «Громада», серед найактивніших діячів якої Віктор Лобода, Дмитро Пильчиков, Олександр Кониський, Єлизавета Милорадович та інші. Освітньою основою становлення Полтави як осередку духовного життя стали відкриті до середини XIX століття повітове училище, чоловіча гімназія, Полтавський інститут шляхетних дівчат, духовне училище при Хрестовоздвиженському монастирі, Кадетський корпус, школи садівництва та краснописців, а також губернська публічна бібліотека і газета «Полтавские губернские ведомости». До початку 1860 року у місті з 30 тисячами жителів, було засновано також жіночу гімназію про відкриття якої була надрукована стаття в часописі «Основа», щоденну та 5 суботніх і недільних шкіл. Для них місцеві вчителі видали граматист і український правопис, а Тарас Шевченко надіслав 1000 примірників свого «Букваря». В Полтаві вчилися і формували свій майбутній творчий геній математик Михайло Остроградський, письменники Леонід Глібов, Михайло Старицький, Микола Гоголь, вчений і громадський діяч Михайло Драгоманов, вчені-ентомологи брати Олекса та Дмитро Оглобліни та інші.
Помітне і лише їй властиве місце посіла Полтава в капіталістичному розвитку Російської імперії другої половини XIX — початку XX століття. Місто не стало індустріальним: хоч на початку 1870 року у ньому з'явилася залізниця з локомотивному депо й майстернями, а у 1889 році — чавуноливарний завод. Проте загалом до 1914 року у 60-тисячному губернському центрі переважали невеликі підприємства.
Головним здобутком Полтави було нарощування духовного потенціалу: тут оселилися чи періодично працювали такі видатні інтелектуали, як Панас Мирний, Іван Нечуй-Левицький і Володимир Короленко, Василь Докучаєв і Володимир Вернадський, Микола Вавилов і Микола Скліфосовський, Марко Кропивницький та інші. Освітні заклади поповнилися учительським інститутом, 6 гімназіями, 5 училищами, 2 духовними, 6 земськими, 27 церковнопарафіяльними та 19 єврейськими школами, 5 клубами і 8 бібліотеками, 4 друкарнями і 2 видавництвами (в яких уперше в Україні побачили світ повне видання «Кобзаря» та різноманітна педагогічна література), Природничо-історичним музеєм Полтавського губернського земства, відділенням Російського музичного товариства з власним симфонічним оркестром і музичним училищем. У Полтаві активно працювали Вчена архівна комісія, Церковно-археологічний комітет. Широкого розголосу набула діяльність чи не найпрогресивнішого в Україні полтавського губернського земства.
Багата культурна основа сприяла розвитку української ідейно-політичної думки. Таємний гурток «Унія» у 1874—1875 роках сформулював політичну мету — досягнення національної незалежності України, — яку успадкували його наступники. Об'єднані у «вільні громади» полтавські інтелігенти разом з київськими, ніжинськими і харківськими однодумцями створили у 1900 році Революційну українську партію. Із неї вийшли більшість політичних кадрів національної революції 1917—1920 років. Саме виступ у Полтаві ідеолога РУП Миколи Міхновського з брошурою «Самостійна Україна» мав визначальний вплив на політичне майбутнє тоді ще юного полтавця Симона Петлюри. Відкриття у 1903 році пам'ятника Івану Котляревському об'єднало в Полтаві провідну інтелігенцію України, адміністративна ж заборона виступів українською мовою революціонізувала суспільні настрої.

### Українська революція
В ході Української революції територія Полтави стала частиною проголошеної ІІІ Універсалом Української Народної Республіки у якості земського центру адміністративно-територіальної одиниці Полтавщина. Протягом Першої радянсько-української війни, за два дні до початку червоними бойових дій в напрямку Полтави за наказом Порша частини двох українських полків в кількості 1800 багнетів були викликані з Полтави до Києва, адже українська армія не чекала наступу ворога на місто. Коли 19 січня 1918 року війська Муравйова вивантажилися на полтавському вокзалі та несподівано увірвалися в місто, то не зустріли серйозного опору. Шлях на Київ був відкритий з боку південного сходу, з боку Полтавської залізниці, звідки наступала так звана Перша армія червоних військ. Під час контрнаступу українських та союзних військ, керівництво українських більшовиків перемістилося до Полтави. 10 березня 1918 року воно виїхало з Полтави в Катеринослав, зважаючи на небезпеку здачі міста та внутрішнього конфлікту. У березні місто повернулося під контроль УНР.
З 29 квітня до середини листопада 1918 року в місті діяли губернські органи державної влади Полтавської губернії Української Держави і знаходилося управління 6-го Полтавського корпусу Української Держави. Протягом Другої радянсько-української війни, перед наступаючими військами РСЧА, місто, без бою, було полишене Петром Болбочаном. Нетривалий час у місті перебували війська Білої армії, під керівництвом генерала Май-Маєвського, проте місто в грудні 1919 відбили більшовики. В 1921 в місто ненадовго увійшли махновці, але згодом у Полтаві остаточно встановилася радянська влада.

### Ранній СРСР
Духовний потенціал Полтави відзначався ідейними злетами, належно оціненими лише наприкінці XX століття. Юрій Кондратюк у 4-х зошитах розрахував можливості космічних польотів у міжпланетному просторі. Свої перші кроки до ракетобудування у місті здійснив і один з розробників «Катюші» Юрій Победоносцев. Шлях до сердець дітей торували видатні педагоги Антон Макаренко і Григорій Ващенко. У місті був заснований один з трьох в Україні національних університетів з історико-філологічним, правничим і медичним факультетами. Відомий археолог і педагог Михайло Рудинський заснував художній музей, 1920—30-ті роки в історії Полтави позначилися поступовою індустріалізацією. У 130-тисячному (в 1939 році) місті 42 тисячі робітників працювали на 83 промислових підприємствах, обсяг продукції яких у 20 разів перевищував дореволюційний рівень. З 1935 році розпочалася реконструкція міста і до 1941 року в ньому було збудовано 25 багатоповерхових будинків, розширено водопровід, споруджено електростанцію і каналізацію, на вулицях з'явилися автобуси, а в будинках зазвучало радіо. Полтавці були забезпечені доступною системою охорони здоров'я: 7 поліклініками та більш ніж 40 іншими медичними закладами. Було створено національну державну систему освіти з 5 інститутів (2,5 тисячі студентів), 8 технікумів і 38 середніх шкіл (понад 17 тисяч учнів) та інші. В 60 різноманітних навчальних закладах училося близько 30 тисяч осіб. Крім того, працювало 35 бібліотек, 11 клубів, 4 музеї, 2 театри (у Полтаві почалася творча кар'єра Івана Козловського) і 2 кінотеатри, капела бандуристів на чолі з Гнатом Хоткевичем (на її основі у Києві згодом створили Національну капелу бандуристів), 2 науково-дослідних інститути (кормів і свинарства) та гравіметрична станція астрономічних досліджень. Місто прикрасили пам'ятники Тарасові Шевченку (1926 року) та Миколі Гоголю (1934 року).

#### Друга світова війна
У вирі подій опинилась Полтава під час Другої світової війни — у місті почергово перебували Головнокомандування Південно-Західного напрямку РСЧА Семена Будьонного, штаб групи армії «Південь» під командуванням фон Бока та стратегічний центр військової операції «Френтік».
18 вересня 1941 року до Полтави увійшли війська «Вермахту». Місто стало адміністративним центром Полтавського ґебіту.
Військові дії Другої світової війни перетворили значну частину міста, у котрому на честь перемоги в Харківській операції з візитом перебував Адольф Гітлер, на руїни. Було знищено всі 83 підприємства, електростанцію, водогін, каналізацію, 2/3 житлового фонду, навчальні і медичні заклади, театри, бібліотеки… За даними часів радянської пропаганди було розстріляно і закатовано 18200 полтавців (переважно євреї), у тому числі 5087 дітей. До Німеччини вивезено 20 800 осіб.
Перша за ліком полтавська поліція мала назву «служба охорони та порядку міста Полтави», яка напряму підпорядковувалася військовому коменданту міста. Вона проіснувала до жовтня 1942 року, коли після приїзду націоналістів із західних областей все її керівництво було зміщено з посад — на їхні місця поставлені націоналісти. Також змінили структуру організації, яка отримала нову назву — «українська поліція» (нім. Ukrainische Hilfspolizei). «УП» діяла у Полтаві до 9 грудня 1942 року, після чого весь її склад заарештували німці, а самі підрозділи реорганізовано у очолювані виключно німцями «шуцманшафти».
У місті діяли ланки ОУН(м) (її очолював міський голова Федір Борківський) та ОУН (б) («Ярослав Мудрий»). Також діяло місцеве відділення Українського Червоного Хреста (голова В'юн Галина Іванівна), але 1942 року воно було розформоване, а замість нього створено «благодійний відділ» військової управи. Згідно тогочасного перепису 90 % мешканців становили українці. За активності «мельниківців» від листопада 1941-го було узято під контроль місцеву газету, активізувалося культурне життя міста, відкрито два українських театри. Від 1942-го ставлення окупантів до національного руху змінилося: було розстріляно Борківського та газетну редакцію, масмедіа узяті під жорсткий контроль.
23 вересня 1943 року до Полтави увійшла Червона Армія. У грудні 1943 року до Полтави було завезено 12 тисяч шкільних підручників і 4 тисячі наукових та художніх книг. У 7 школах відновили навчання понад 10 тисяч учнів. Повернулися з евакуації і розпочали заняття педагогічний, інженерів сільськогосподарського будівництва і сільськогосподарський інститути (в січні 1945 року в них уже навчалося 1,5 тисячі студентів).
У червні — вересні 1944 року полтавський аеродромний вузол було залучено у спільній радянсько-американській військовій операції «Френтік». За період операції авіабази 169 АБОН було використано для обслуговування і підготовки 1030 американських літаків, зокрема 529 «Літаючих фортець», 395 «Мустангів», 106 «Лайтнінгів». За 18 рейдів здійснено 2207 літако-вильотів, на об'єкти противника скинуто 1955 тонн авіабомб. Ударів зазнали 12 важливих об'єктів у глибокому тилу противника, у повітряних боях знищено щонайменше 100 німецьких літаків, на землі — понад 60.

#### Повоєнні роки
Післявоєнне відновлення Полтави відбувалося в 1950-х роках, пізніше — почалася газифікація міста, з'явилося телебачення. З 1962 року вулицями закурсували перші тролейбуси. Символами відродженої духовності полтавців стали нова будова театру імені Миколи Гоголя (1958 року) і відбудова з руїн, залишених нацистами, унікального будинку краєзнавчого музею (1964 року).

В місті діяли два військові виші — перший на теренах України військово-освітній заклад з підготовки майбутніх офіцерів Зенітно-ракетне командне училище та Інститут зв'язку імені Маршала К. С. Москаленка і потужна військова авіабаза, на території якої дислокувалась 13-та гвардійська важка бомбардувальна авіадивізія, котрою в 1985—1987 роках керував легендарний Джохар Дудаєв. Приблизно з 1960—1980-х Полтава також поступово стає своєрідним «пансіоном» для військовослужбовців у відставці та членів їхніх сімей з усіх кутків Радянського Союзу.
|                                      |  |  |
| Пам'ятна монета «1100 років Полтаві» |  |  |

### У Незалежній Україні
На початку здобуття незалежності України (1991 рік) в місті налічувалося 314 000 мешканців.
У 1995 році було розформовано Полтавське вище зенітне ракетне командне училище, що знаходилося у Полтаві з 1958 року.
У 2003 році відбудовано Успенський собор З середини 2000-х років починаються спроби встановити пам'ятник Івану Мазепі. Він був виготовлений за кошти громадськості, але через протидію міської влади був відкритий лише у 2016 році. Полтавці активно долучалися до Революції гідності. Протягом декількох тижнів приміщення Полтавської обласної ради перебувало під контролем протестувальників. 2016 року, в ході декомунізації в місті було перейменовано 115 топонімів.
У 2020 році в Полтаву та область прийшла пандемія COVID-19. З 12 березня у Полтаві та Кременчуці запровадили карантин, котрий як планувалося буде тривати до 3 квітня, були заборонені: масові заходи, концерти, спортивні змагання. На три тижні було зачинено усі навчальні заклади. Але згодом карантинні заходи періодично відмінялися та встановлювалися знову.
1 лютого 2025 року в Полтаві-стався землетрус магнітудою 3,67 за шкалою Ріхтера  .

#### Російсько-українська війна
З початком повномасштабного російського вторгнення в Україну, 26 лютого російські війська завдали поодиноких авіаційних ударів по околицях Сум, Полтави, Маріуполя. Протягом війни набув великої популярності мем «Полтавський палій». Через бойові дії, до Полтави були релоковані такі навчальні заклади як Луганський національний університет імені Тараса Шевченка, Донецький обласний спеціалізований коледж спортивного профілю ім. С. Бубки, а також частина персоналу та потужностей Харківського національного університету імені В. Н. Каразіна.
Станом на квітень 2022 року, на Полтавщині тимчасово проживало 150 000 вимушених переселенців з прифронтових регіонів України.
3 вересня 2024 року російські війська завдали ракетного удару по Полтаві, внаслідок якого загинули 58 осіб, ще 328 осіб отримали поранення.

## Географія

### Розташування
Полтава розташована у східній частині Європи, за 302 км на схід від Києва, у Придніпровській низовині, по обох берегах річки Ворскла. Одна з приток річки — Коломак, впадає в неї в межах міста. В межах міста знаходяться кілька невеликих природних озер та безліч штучних ставків. Рельєф міста в більшості своїй рівномірний, на відстані 1,5 км від річки спостерігається різкий спуск (правий берег Ворскли, на якому розташоване місто, крутіший, висота пагорбів доходить до 80—100 м щодо рівня річки).
Географічне розташування Полтави досить вигідне і з плином історії істотно вплинуло на розвиток міста. Місто знаходиться на важливих транспортних шляхах і забезпечує зв'язок між найбільшими містами України — Києвом, Харковом і Дніпром. Географічні координати: 49º 35' північної широти, 34º 33' східної довготи, 140 м над рівнем моря.

### Клімат

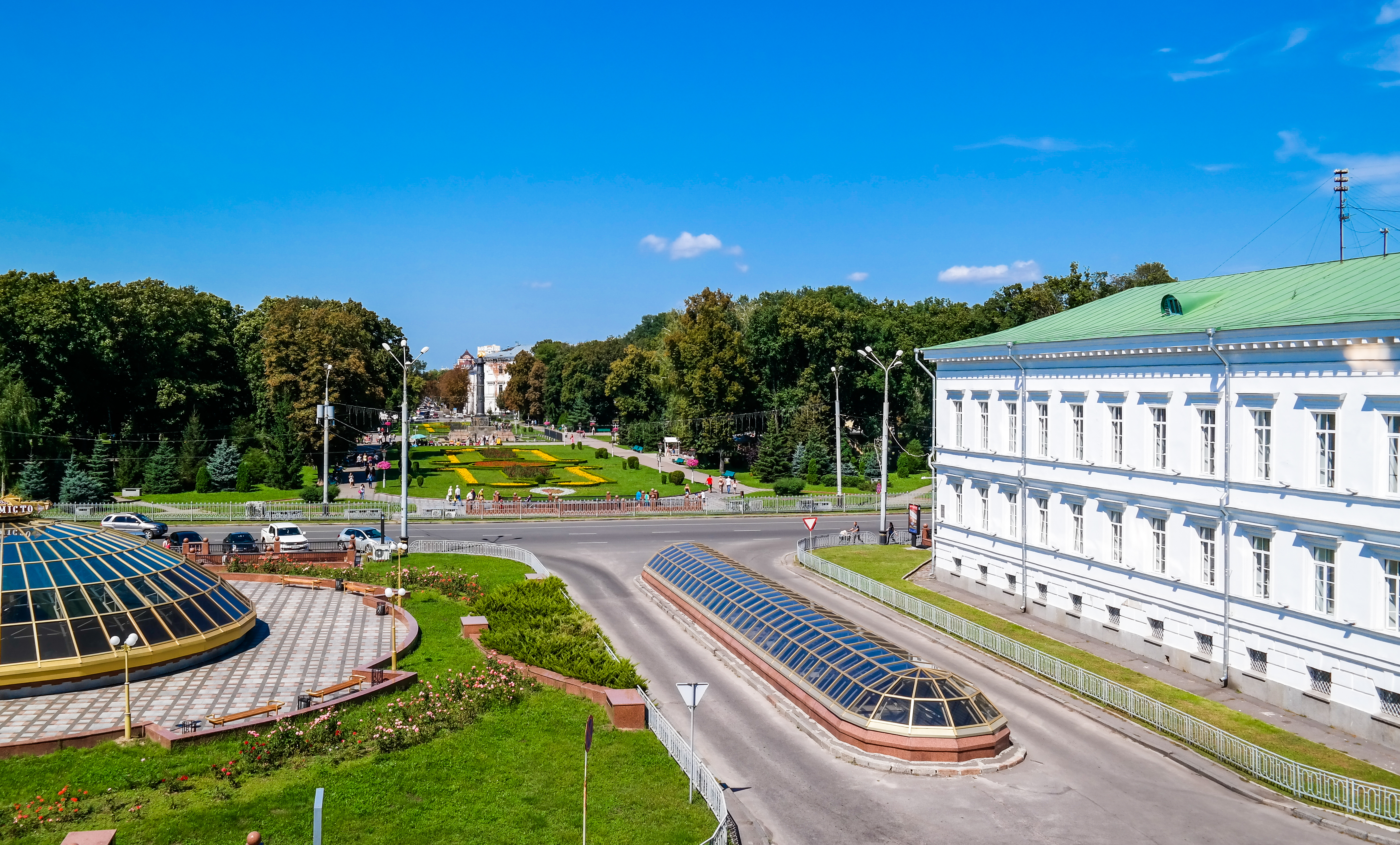
Полтава влітку

Клімат міста є помірно континентальним з м'якою зимою і теплим (інколи спекотним) літом. Середньорічна температура повітря становить 7,6 °C, найнижча в січні (мінус 6,6 °C), найвища — в липні (20,1 °C).
В середньому за рік в Полтаві випадає 569 мм атмосферних опадів, найменше їх у лютому-березні, найбільше — в липні. Щозими в Полтаві утворюється сніговий покрив, максимальна висота якого зазвичай спостерігається в лютому. Відносна вологість повітря в середньому становить 74 %, найменша вона у травні (61 %), найбільша — у грудні (88 %).
Найбільшу повторюваність у місті мають вітри із заходу, найменшу — з півночі та південного сходу. Найбільша швидкість вітру — в лютому, найменша — в серпні. У січні вона в середньому становить 4,6 м/с, у липні — 3,1 м/с. Кількість днів з грозами в середньому за рік дорівнює 13, з градом — 5, зі снігом — 59.
- Середня температура січня — -6,6 °C
- Середня температура липня — +18,7 °C
- Середньорічна температура — +7,6 °C
- Середньорічна швидкість вітру — 3,5 м/с
- Середньорічна вологість повітря — 74 %
- Середньорічна кількість опадів — 569 мм

| Клімат Полтави                                                    | Клімат Полтави | Клімат Полтави | Клімат Полтави | Клімат Полтави | Клімат Полтави | Клімат Полтави | Клімат Полтави | Клімат Полтави | Клімат Полтави | Клімат Полтави | Клімат Полтави | Клімат Полтави | Клімат Полтави |
| Показник                                                          | Січ.           | Лют.           | Бер.           | Квіт.          | Трав.          | Черв.          | Лип.           | Серп.          | Вер.           | Жовт.          | Лист.          | Груд.          | Рік            |
| Абсолютний максимум, °C                                           | 9,4            | 16             | 22,4           | 29,9           | 34,2           | 35,7           | 39             | 39,4           | 32,2           | 29,6           | 20             | 13,5           | 39,4           |
| Середній максимум, °C                                             | −3             | −2             | 3              | 12             | 20             | 23             | 24             | 23             | 18             | 11             | 3              | −1             | 11             |
| Середня температура, °C                                           | −6,6           | −5,3           | −0,1           | 8,8            | 15,4           | 18,7           | 20,1           | 19,4           | 14,3           | 7,6            | 1,5            | −3,1           | 7,6            |
| Середній мінімум, °C                                              | −8             | −7             | −2             | 5              | 10             | 13             | 15             | 13             | 10             | 3              | −1             | −5             | 3              |
| Абсолютний мінімум, °C                                            | −33,6          | −29,1          | −22,8          | −11,1          | −2,9           | 0              | 7,2            | 2,8            | −3             | −11,1          | −21,5          | −28,6          | −33,6          |
| Норма опадів, мм                                                  | 43             | 37             | 35             | 40             | 51             | 60             | 71             | 46             | 44             | 42             | 49             | 51             | 569            |
| ----------------------------------------------------------------- | -------------- | -------------- | -------------- | -------------- | -------------- | -------------- | -------------- | -------------- | -------------- | -------------- | -------------- | -------------- | -------------- |
| Джерело: Клімат Полтави. meteoprog.ua. Процитовано 7 червня 2015. |                |                |                |                |                |                |                |                |                |                |                |                |                |

## Населення

### Мова
Розподіл населення за рідною мовою за даними перепису 2001 року:
| Мова       | Чисельність, осіб | Відсоток, % |
| ---------- | ----------------- | ----------- |
| Українська | 265 355           | 85,39 %     |
| Російська  | 43 706            | 14,06 %     |
| Інше       | 1 694             | 0,55 %      |
| Разом      | 310 755           | 100,00 %    |

Українська мова є основною та єдиною офіційною мовою міста.
Відповідно з опитуванням, проведеним Міжнародним республіканським інститутом у квітні-травні 2023 року, українською вдома розмовляли 75 % населення міста, російською — 12 %, «іншою» (переважна більшість відповідей «інше» включає варіант «як українською, так і російською мовами») — 12 %.
За даними опитуванням, проведеним Міжнародним республіканським інститутом у квітні-травні 2024 року, українською вдома розмовляли 87 % населення міста, російською — 35 % (на відміну від опитування 2023 року було дозволено вибір кількох варіантів).

## Транспорт

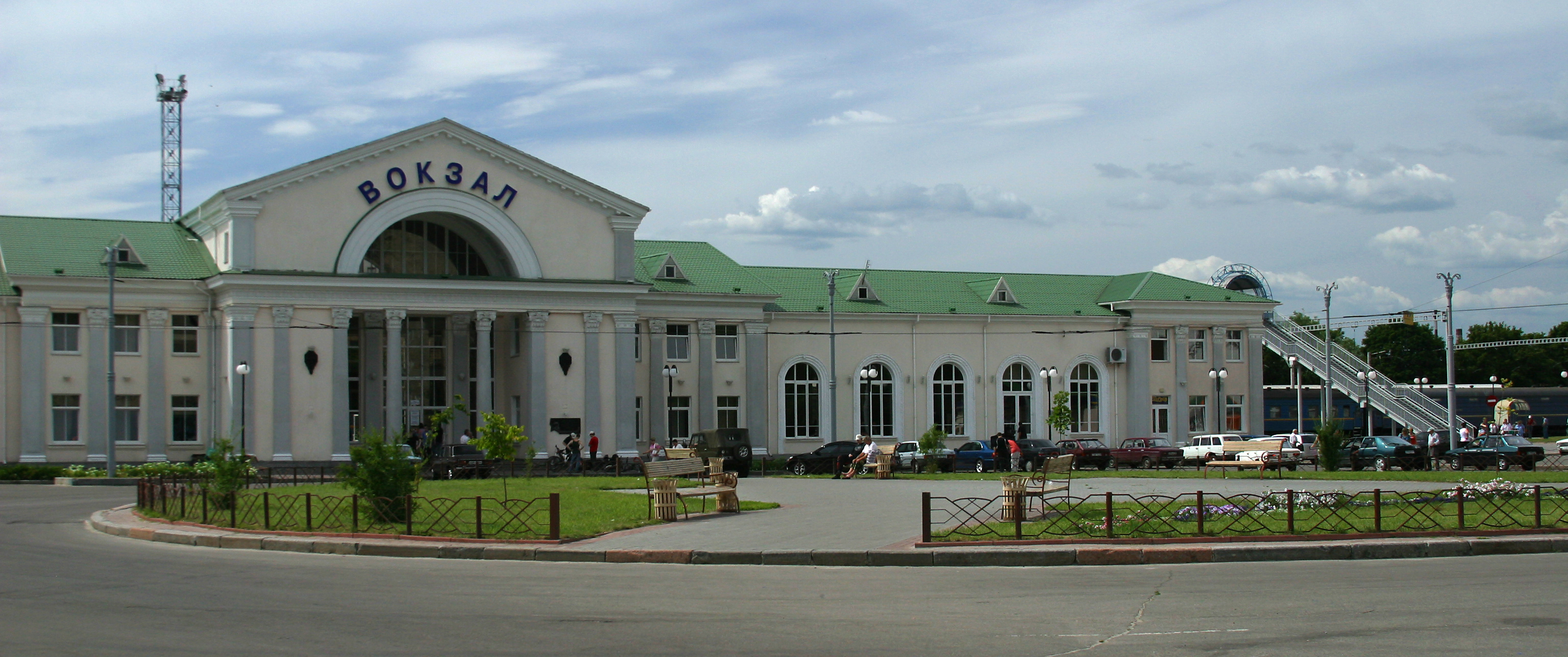
Вокзал станції Полтава-Київська

### Автомобільні шляхи
Через Полтаву пролягають декілька автомобільних шляхів, які поєднують місто і область з іншими адміністративними одиницями України. У той же час наявний їх дисбаланс — так наприклад залізничним транспортом до Львова чи Луцька простіше доїхати аніж до сусіднього Чернігова.
Автошляхи міжнародного, національного та регіонального значення:
- М03 — Київ — Харків — кпп Довжанський (державний кордон з РФ)
- М22 — Полтава — Олександрія
- Н12 — Суми — Полтава
- Р61 — Батурин — Конотоп — Суми

Європейські автошляхи:
- E40 — Кале — Брюссель — Краків — Київ — Волгоград — Ташкент — Алма-Ата — Ріддер
- E584 — Полтава — Слобозія

### Залізниця
У Полтаві діють два залізничні вокзали, які приймають поїзди далекого та приміського сполучення:
- Полтава-Південна — вузлова залізнична станція Південної залізниці, зв'язковий вузол чотирьох напрямків (на Люботин, Ромодан, Кременчук, Берестин). Загальна площа приміщень вокзалу — 3817 м², розрахований на 200—250 пасажирів. 1937 року будівлю вокзалу «Полтава-Південна» було відкрито після реконструкції. На станції Полтава-Південна розташовуються: управління Полтавської дирекції залізничних перевезень (ДН-4), пасажирський вокзал 1-го класу, локомотивне депо (ТЧ-5), моторвагонне депо (РПЧ-2), вантажне вагонне депо (ВЧД-9), дистанція шляху (ПЧ-11), дистанція сигналізації та зв'язку (ШЧ-6), Полтавське територіальне управління філії «БМЕС» (колишні Полтавське (БМЕУ-6) і Південне (БМЕУ-685) будівельно-монтажні експлуатаційні управління), дистанція електропостачання (ЕЧ-4), пасажирська вагонна дільниця (ВЧ 4);
- Полтава-Київська — залізнична станція, яка приймає приміські електропоїзди, а також поїзди внутрішньодержавного та міжнародного сполучення.

### Автотранспорт
У місті курсують автобуси по всіх місцевих напрямках, а також передмістя. Машини знаходяться на утриманні підприємства «Полтаваавтотранс».
- Автовокзал «Полтава-1» (вул. Велико-Тирнівська);
- Автостанція «Полтава-2» (вул. Шевченка);
- Автостанція «Полтава-3» припинила роботу 17 вересня 2020 року (на вул. Зіньківській);
- Автостанція «Полтава-4» (пл. Слави).

Автовокзал «Полтава-1» перебуває на балансі підприємства «Полтаваавтотранс». Міжміські автобуси курсують у різних напрямках України. Також, з автовокзалу вирушають в рейси автобуси приміського значення, з'єднуючи Полтаву з численними районними центрами області.

### Тролейбуси

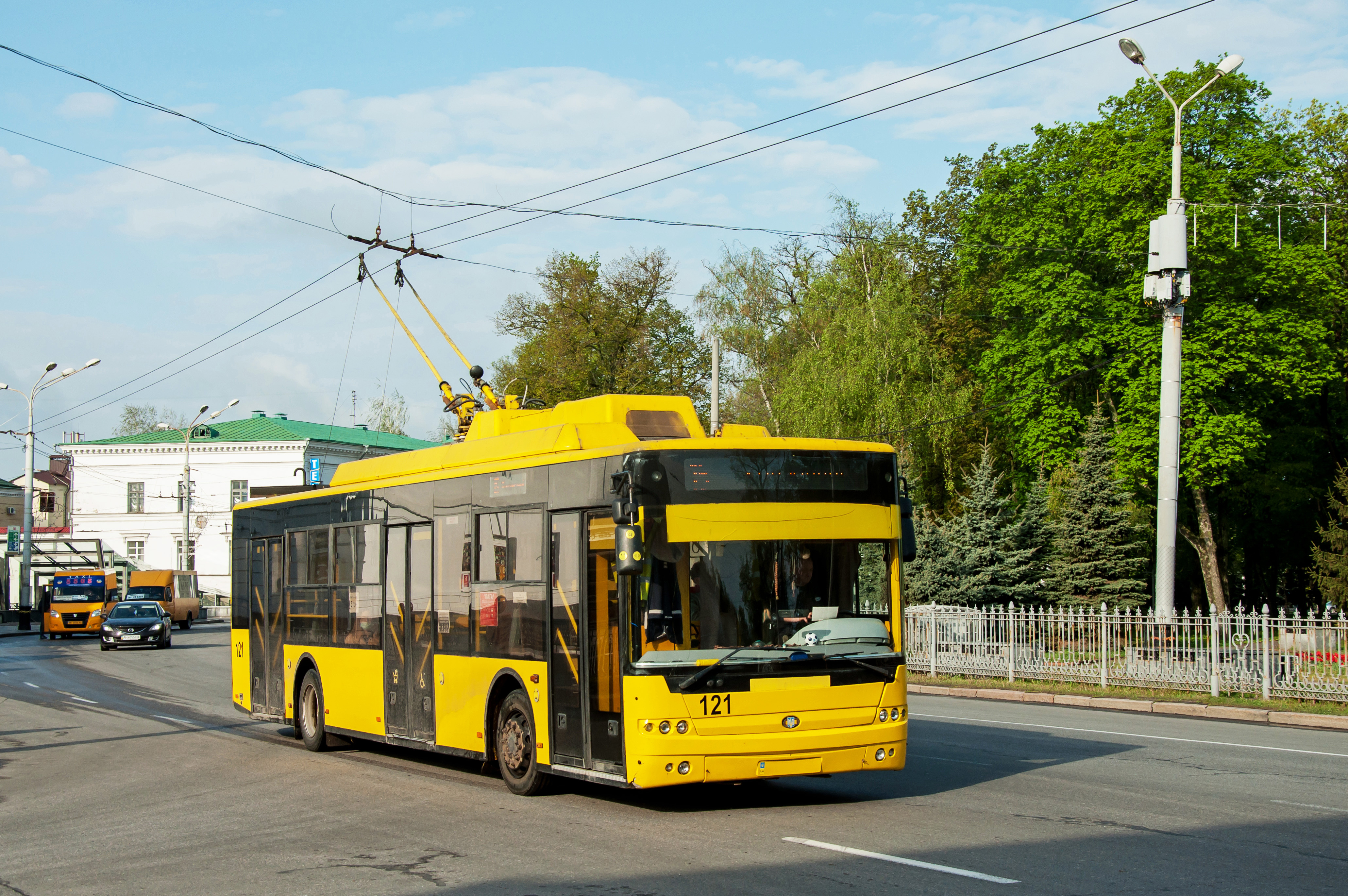
Полтавський тролейбус

Тролейбусний рух в Полтаві відкритий 14 вересня 1962 року. Загальна довжина контактної мережі — 72,6 км. На балансі КП «Полтаваелектроавтотранс» перебуває близько 90 машин. Велика частина — це машини виробництва Південного машинобудівного заводу, перші з яких надійшли у січні 1993 року. Маршрути протягом багатьох років чимало разів змінювалися. Станом на січень 2024 року машини працюють на 9 маршрутах. Найкоротший маршрут — № 8 (9,7 км). Найдовший — № 6 (15,5 км).

### Маршрутне таксі
У Полтаві, паралельно більшості ліній муніципального транспорту діють лінії маршрутного таксі, які пов'язують місто з передмістям. Лінії маршрутного таксі обслуговуються чисельними приватними компаніями-автоперевізниками та  комунальними АТП.

### Авіасполучення
У місті діє міжнародний аеропорт «Полтава», розташований поруч з автошляхом міжнародного значення М03 (Київ — Харків, що значно розвантажує пасажиропотік автомобільної дороги. Аеродром придатний для експлуатації літаків цілий рік без обмежень, у світлий час доби. Забезпечує зліт, посадку і керування літаками індексу 5 (п'ять) і нижче.

## Адміністрація

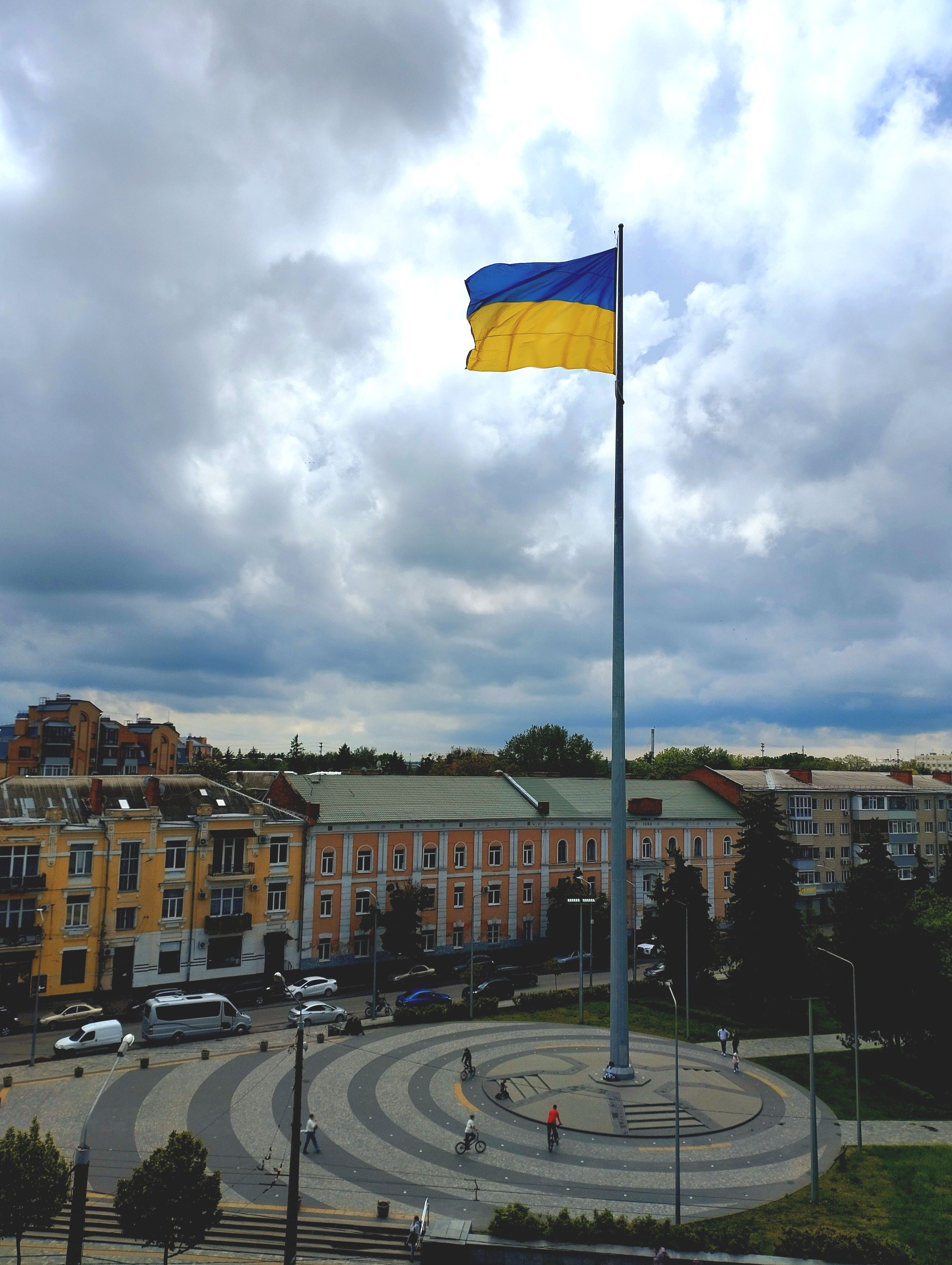
Найбільший державний прапор Полтавської області у сквері пам’яті Героїв України

### Адміністративний поділ
1. Подільський район
2. Шевченківський район
3. Київський район

Селища Розсошенці, Щербані, Терешки, Копили і Супрунівка офіційно (згідно з адміністративно-територіальним поділом) розташовані за межами міста, але фактично є частиною полтавської агломерації.
У серпні 1948 року Жовтневий, Київський та Ленінський міські райони було ліквідовано

### Устрій
З 2020 року головою Полтавської міської ради є Олександр Мамай. Кількість депутатів ради за партіями:
| Суб'єкт висування                          | Кількість обраних депутатів |
| ------------------------------------------ | --------------------------- |
| Партія «За Майбутнє»                       | 10                          |
| Партія «Слуга Народу»                      | 9                           |
| Партія «Європейська Солідарність»          | 6                           |
| Партія «Рідне Місто»                       | 6                           |
| Партія „Опозиційна платформа — «За життя»“ | 4                           |
| «Партія простих людей Сергія Капліна»      | 4                           |
| Партія «ВО Свобода»                        | 3                           |

## Наука та освіта

Полтавське державне музичне училище

Полтава завжди була одним з найважливіших центрів науки та освіти в Україні. На території міста функціонують 12 закладів вищої освіти.
Перелік вищих навчальних закладів Полтави:
| - Полтавська державна аграрна академія - Полтавська філія Державної академії статистики, обліку та аудиту Держкомстату України - Полтавський інститут Національного університету «Юридична академія України імені Ярослава Мудрого» - Полтавський Національний педагогічний університет імені Володимира Короленка - Національний університет «Полтавська політехніка імені Юрія Кондратюка» - Полтавський обласний інститут післядипломної педагогічної освіти імені Михайла Остроградського - Полтавський університет економіки і торгівлі - Українська медична стоматологічна академія - Полтавський комерційний технікум - Полтавський технікум харчових технологій національного університету харчових технологій - Полтавський державний аграрний коледж управління і права ПДАА - Полтавський фаховий коледж нафти і газу Національного університету «Полтавська політехніка імені Юрія Кондратюка» - Аграрно-економічний коледж Полтавської державної аграрної академії - Полтавський базовий медичний коледж - Музичне училище імені Миколи Лисенка - Полтавський кооперативний технікум - Полтавський політехнічний коледж - Полтавський будівельний технікум транспортного будівництва | - Полтавський інститут бізнесу Міжнародного науково-технічного університету імені академіка Ю. Бугая - Полтавська філія Міжрегіональної академії управління персоналом - Вищий навчальний заклад «Полтавський інститут економіки та менеджменту „Світоч“» - Полтавський факультет Київського національного університету культури і мистецтв - Український фінансово-економічний інститут — підрозділ Київського інституту - Європейський університет Полтавська філія - Полтавський інститут економіки і права вищого навчального закладу «Відкритий міжнародний університет розвитку людини „Україна“» |

## Спорт

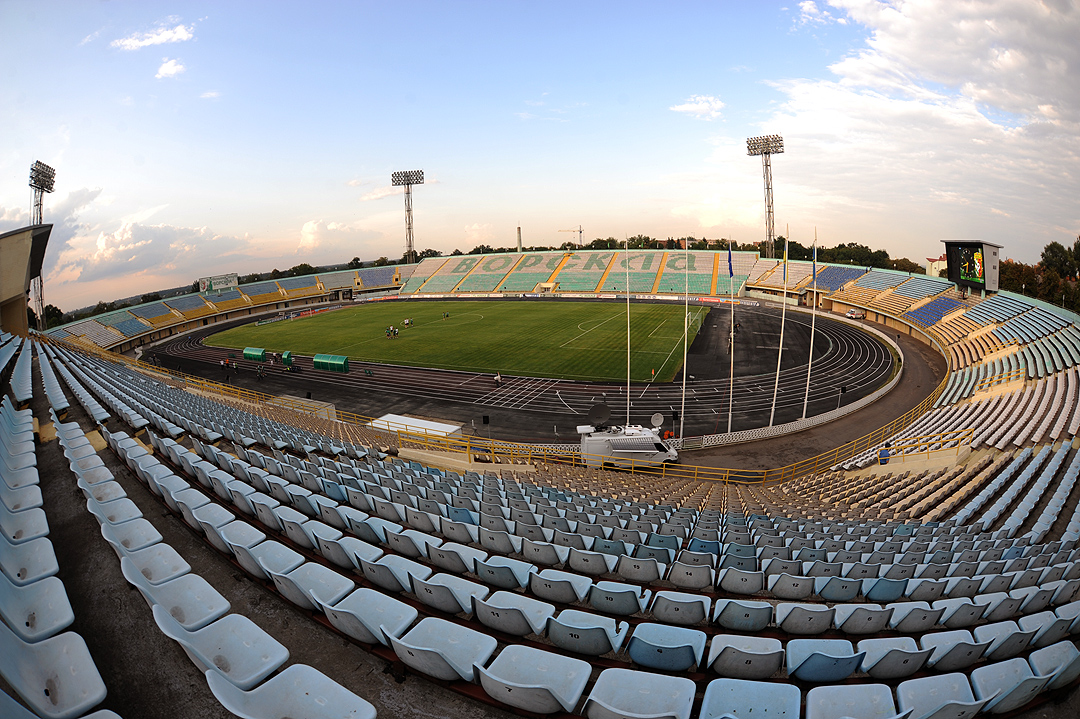
Центральний стадіон «Ворскла»

Найвідомішою є головна футбольна команда міста — «Ворскла».
У гандбольній першості місто представляє команда «Динамо-Полтава». У баскетбольній Суперлізі виступає БК «Полтава». Жіноча футзальна команда «Ніка» (у 2015 році отримала назву «ПЗМС»)  — багаторазовий чемпіон України. Функціонують картингові секції, розвивається мотокрос.
Серед спортивних споруд міста: Центральний стадіон «Ворскла», стадіони «Локомотив», «Динамо», «Авіатор», спортивні комплекси ПДАА, ПЗМС, МВС, басейни «Юність-1» і «Дельфін», картодром «Лтава», мототрек (зараз перебуває у незадовільному стані), тенісні корти та ковзанки.
У 2009 році в місті заснований професіональний жіночий волейбольний клуб «Полтавчанка», який виступає у вищій лізі чемпіонату України.
Найпопулярнішим з бойових мистецтв, у котрому представники міста та регіону найбільш успішні, є ММА. Важка атлетика, котра у попередні часи займала позицію у топ-10, опісля Проголошення незалежності України 1991 року зазнала значної деградації.

## Культура

### Архітектура

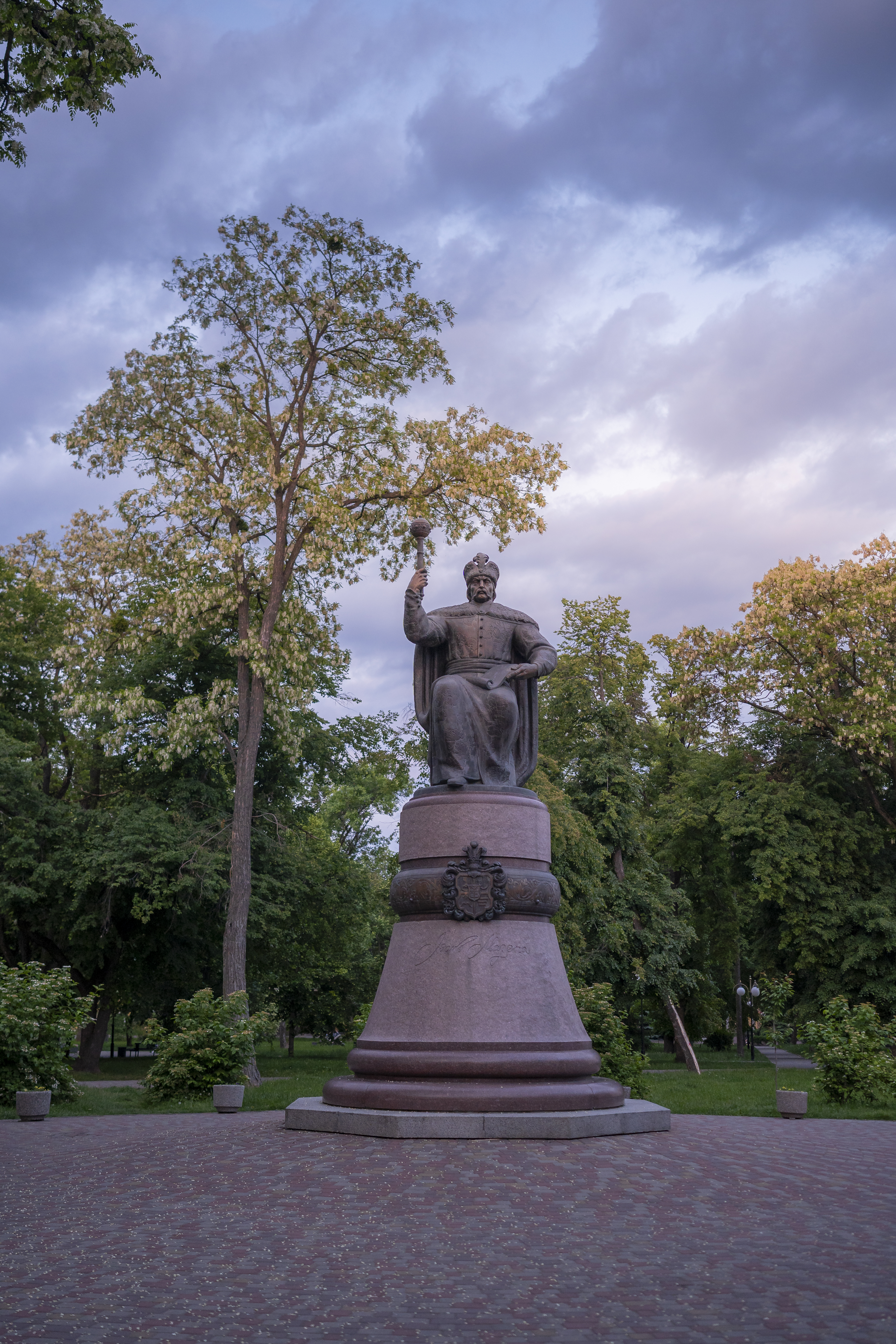
Пам'ятник Іванові Мазепі на Соборному майдані

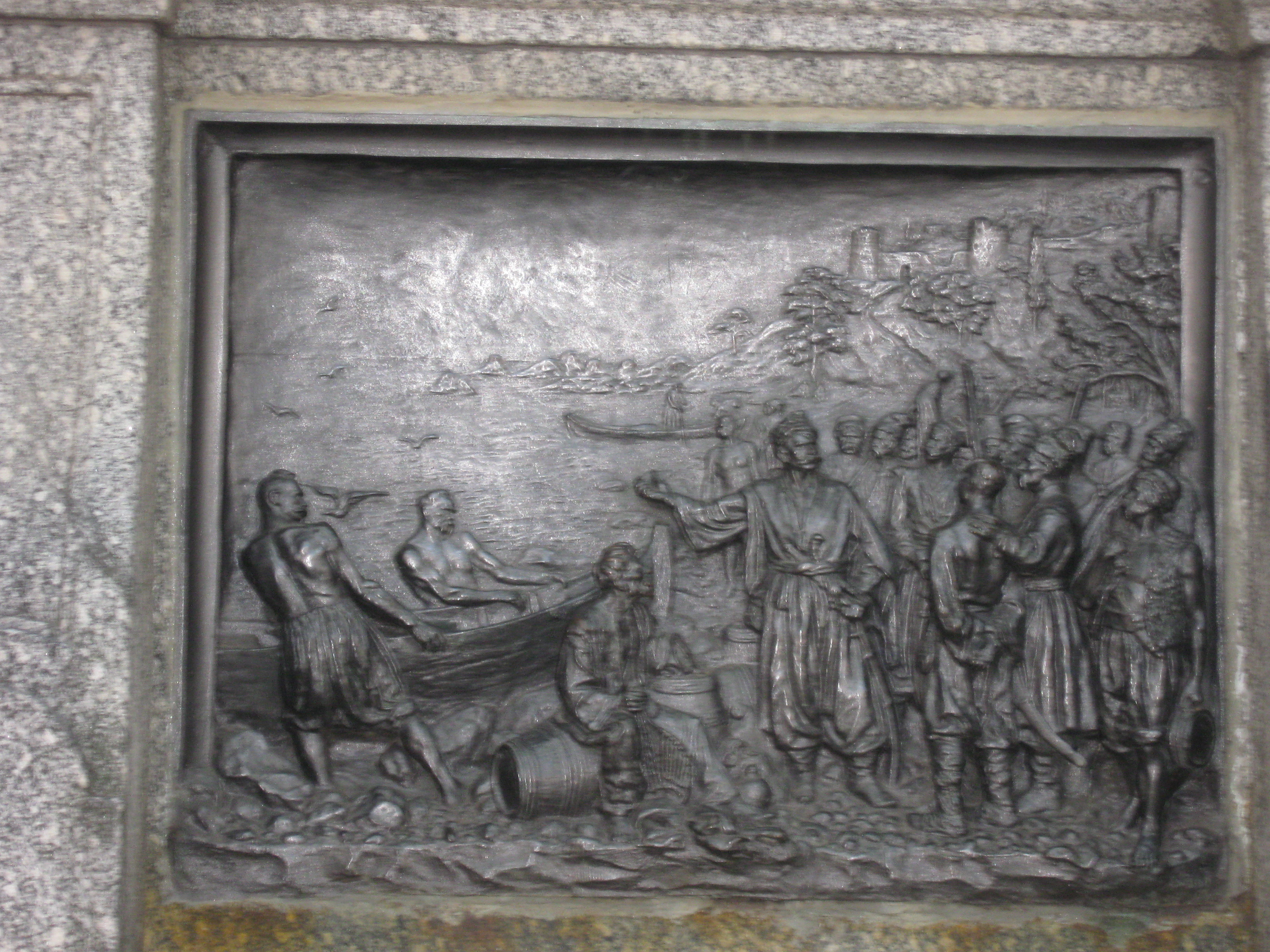
Барельєф пам'ятника Івану Котляревському за мотивами «Енеїди»

Архітектурний ансамбль Круглої площі (XIX століття), багато церков (Пушкарівська, Миколаївська тощо), Успенський собор, Макаровський собор, Хрестовоздвиженський монастир, Храм Віри, Надії і Любові, багато будівель, визнаних пам'ятками архітектури (Технічний університет тощо), сучасні будівлі з багатою архітектурою (галерея мистецтв, філіал юракадемії тощо).

### Музеї
У Полтаві велике число музеїв — як державних, муніципальних, так і створених на громадських засадах (переважно при підприємствах і ВНЗ):
- Полтавський краєзнавчий музей[46];
- Музей історії Полтавської битви[47];
- Музей-садиба Івана Котляревського[48];
- Літературно-меморіальний музей Івана Котляревського[49];
- Літературно-меморіальний музей Володимира Короленка[50];
- Літературно-меморіальний музей Панаса Мирного[51];
- Галерея мистецтв ім. Миколи Ярошенка[52];
- Полтавський музей авіації та космонавтики[53];
- Музей військових конфліктів ХХ сторіччя;
- Музей дальньої та стратегічної авіації[54]
- Музей історії органів внутрішніх справ Полтавщини[55],[56].

### Театри, музика та кіно
Театри міста мають давню історію: Полтавський оперний театр існував до 1929 року, а Полтавський вільний театр — до 1821 року. Наразі діють ПАО МДТ імені Гоголя (заклад проведення симфонічних концертів), Полтавський академічний обласний театр ляльок, а також Полтавське українське драматичне товариство.
На початку вересня у місті традиційно (з 2003 року) на Співочому полі відбувається всеукраїнський фестиваль «Мазепа-фест».
Серед класичних колективів зокрема — фолк «Калина», Полтавський симфонічний оркестр, оркестр «Полтава», хореографічний колектив Пірует та ансамбль «Полтава», рок гурти — «Онейроїд», «Транс-Формер» та інші. Також місто славиться традиційно майстерним вишкілом виконавців на кобзі та бандурі, чому значно сприяли як історично традиційно сильні кобзарські традиції так і зокрема Володимир Єсипок.
Популярність представників сучасніших жанрів переважною мірою не сягає далі меж регіону. Заклад Палац дозвілля «Листопад» для різноманітних масових культурних заходів (переважно попкультура) був відкрито у вересні 2003 року.   Concert hall  «Villa Крокодила» проводить концерти та вечірки (альтернативна музика тощо). В місті працює два кінотеатри мережі Wizoria: екс-«Колос» і зала у ТЦ «Конкорд» та один Multiplex у ТЦ «Екватор». У той же час кінозали, що функціонували у 1990-х — «Алмаз», «Полтава», «Імені Котляревського» — припинили свою діяльність.

### Релігія
- Вознесенська церква УПЦ (МП)[59]
- Воскресенська церква УПЦ (МП)[60]
- Сампсоніївська церква УПЦ (МП)
- Спаська церква УПЦ (МП)
- Стрітенська церква УПЦ (МП)
- Троїцька церква УПЦ (МП)
- Успенський собор УПЦ (МП)
- Хрестовоздвиженський монастир УПЦ (МП)
- Полтавська міська мечеть

Діють в місті й інші релігійні організації, зокрема «Шурупій» і різні гілки баптистів і п'ятидесятників, деякі з яких, можливо, належать до 
ЄХБ чи УЦХВЄ, хоча їх справжню приналежність визначити важко.

### Відпочинок та дозвілля
У Полтаві є центральна обласна бібліотека, дитячо-юнацька бібліотека, бібліотеки в районах міста, обласна наукова медична бібліотека, обласна бібліотека для дітей та універсальна наукова бібліотека.
В місті чимало парків: центральний парк міста — Корпусний сад, а також Сонячний парк, парк Слави, парк культури і відпочинку «Перемога», Березовий сквер, Парк сільськогосподарської дослідної станції імені М. І. Вавілова, Полтавський міський парк (дендропарк), ботанічний сад педагогічного університету тощо.

### Кулінарія

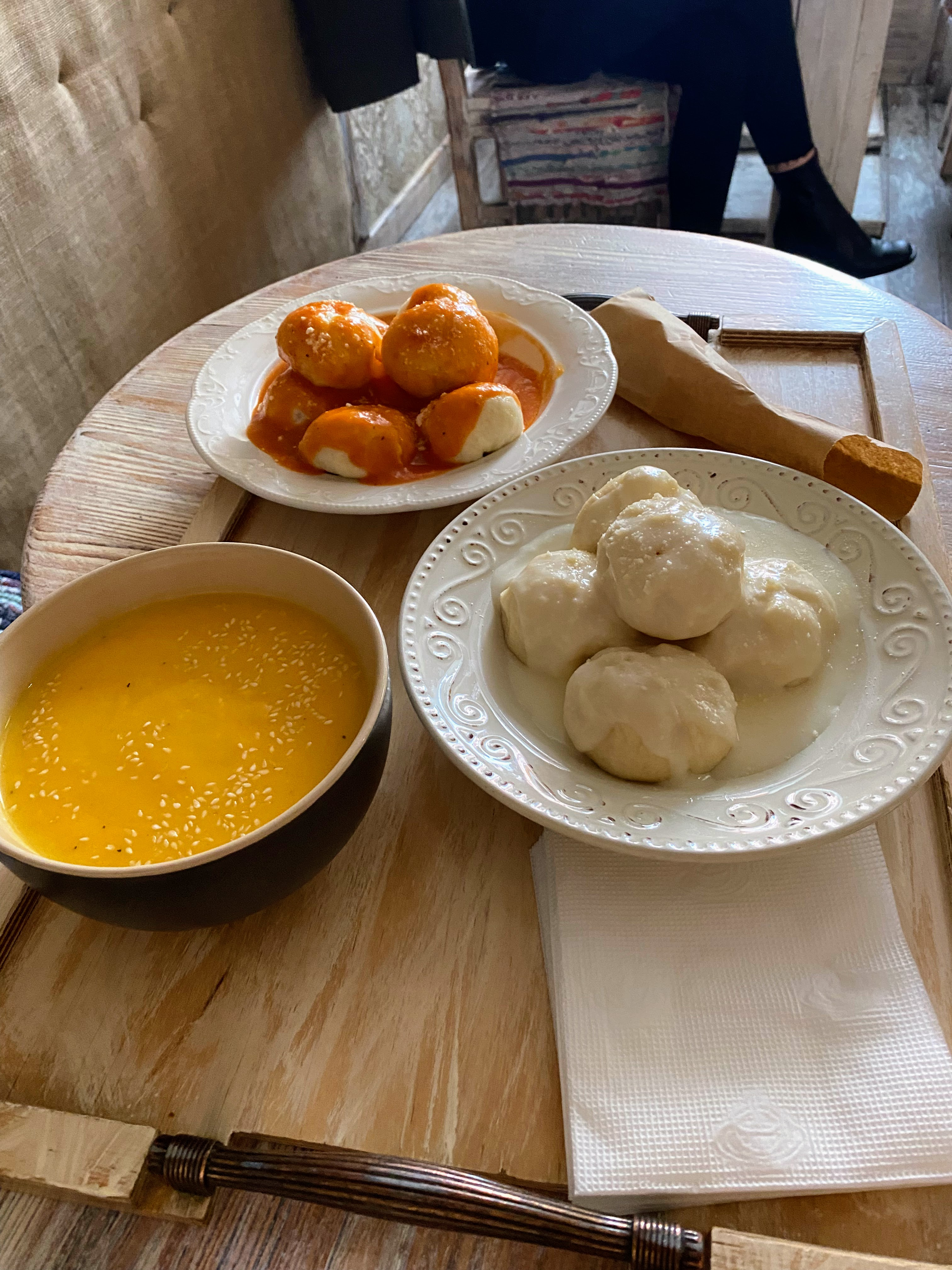
Полтавські галушки в ресторані «Комора»

Галушки — страва полтавської кухні Є символом міста і характерною ознакою національної кухні. Своєю популярністю полтавські галушки завдячують епізоду часів Північної війни початку XVIII століття, коли за лічені години цією стравою була нагодована вся імперська російська армія. На Полтавщині готують усі три різновиди традиційного українського борщу (червоний, щавлевий, холодний), а також особливий полтавський борщ із галушками. Полтавські господині готують солоні вареники з сиром, капустою, картоплею чи горохом. У солодкі ж переважно додають мак, калину, вишні та інші ягоди, яблука, варені й товчені сухофрукти. Борошняна начинка була типовою для Полтавщини та Південної Чернігівщини. Для цього підсмажували сало, доки воно не перетворювалось на суху жовту шкварку, і у киплячий смалець, розмішуючи, додавали борошно. Місцевим делікатесом вважається лизень – яловичий чи свинячий язик, з якого готують другі страви або закуски. Бажаними закусками є паштети з печінки чи м'яса домашніх і диких тварин та птиці. Сало є ще одною візитівкою Полтавщини. Класично його подають свіжим. Також його солять в бочці з сіллю, часником і чорним перцем. Традиційно шматочки сала консервують у чистих дерев'яних ящиках, шкіркою вниз шар за шаром. На ринку в Полтаві варто скуштувати сало копчене на соломі, смарагдове та сало з чорним перцем яке часто беруть на подарунок — «валюта», яке визнане як одне з найкращих в Україні..
Із ласощів Полтавщина відома шуликами, пундиками та мандриками. Шулики — традиційна страва на Маковія, в Полтаві була осучаснена і представляє з себе булочку з надтонкого листкового тіста просочину медово-маковим сиропом і запечену до хрусткої скоринки. Подається зі склянкою молока. 
Пундики — смажені коржі з тіста, замішаного на кефірі або воді з яйцем. Коржі бувають солоні - їх смажать з цибулею і салом, або ж солодкі - з медом. Солоні пундики подають до столу з запашним борщем, солодкі – із зігріваючими напоями.
Мандрики — кулінарний виріб з сиру та тіста. Полтавці традиційно готували їх на християнське свято на честь апостолів Петра та Павла 12 липня. Випікали ці коржики із пшеничного тіста, зібраних під час Петрівки сколотин та перевареної сироватки, а також додавали сир та яйця. Назву цих виробів у народі пов'язували з легендою про мандрування світом апостолів Петра й Павла, у яких зозуля вкрала одного «мандрика» і за це її Бог покарав — саме о цій порі вона перестає кувати.

## Економіка
У місті Полтаві фінансові послуги надають 29 українських банків, серед яких: Полтава-Банк, Ощадбанк, ПриватБанк, А-Банк, Райффайзен Банк, ОТП Банк, Сенс Банк, Укргазбанк, Таскомбанк тощо.
Доходи підприємницького сектору Полтавщини складають в різні роки близько 80 % загального бюджету. 2019 року налічувалося 11 296 юридичних осіб та 16 016 фізичних осіб-підприємців.
Місто традиційно входить до Північно-східного економічного району.
Серед діючих підприємств:
- Автоагрегатний завод;
- Аерокоптер;
- Бавовнопрядильна фабрика «Демітекс»;
- Завод газорозрядних ламп (ГРЛ);
- Завод «Електромотор»;
- Полтавський завод хімічного машинобудування;
- Завод «Лтава»;
- Завод «Щедрий дар»;
- Полтавський завод медичного скла;
- ПрАТ «Нафтогазвидобування»;
- Корпорація «Di-Star»;
- Елемент Шість (колишній — Полтавський алмазний завод);
- ПрАТ Полтавський алмазний інструмент;
- Полтавська філія концерну «Укрросметал» (колишній — Турбомеханічний завод);
- Тепловозоремонтний завод;
- Тампонажне управління;
- Цегляний завод;
- Олійноекстракційний комбінат;
- М'ясокомбінат;
- Кондитерська фабрика «Полтавакондитер» (ТМ «Домінік»);
- Полтаватрансбуд;
- Полтавський порцеляновий завод;
- Полтавпиво та інші[67].

## Природно-заповідний фонд Полтави

### Пам'ятки природи ботанічні
- Березовий гай;
- Бульвар Гоголя;
- Бульвар Котляревського;
- Дуб пірамідальний;
- Дубовий гай;
- Каштан кінський (Каштан Вавілова);
- Каштанова алея;
- Парк обласної лікарні;

- Парк сільськогосподарської дослідної станції імені М. І. Вавілова;
- Дуб черешчатий:
  - на вулицях: Алмазній, Гоголя, Європейській, Загородній, Мясоєдова, Матвійчука, Шевченка;
  - на проспекті Віталія Грицаєнка, 10, 17 та 22;
  - на площі Слави;
  - на провулку Марка Вовчка;
- Дуби черешчаті:
  - на вулицях: Козака, Монастирській, Соборності;
  - на проспекті Віталія Грицаєнка.

### Парки-пам'ятки садово-паркового мистецтва
Полтавський міський парк (загальнодержавного значення), Корпусний сад, Парк аграрного технікуму, Парк агробіостанції педуніверситету, Парк Котляревського, Парк на садибі Панаса Мирного, Парк «Перемога», Петровський.

## Особистості

### Видатні уродженці
- Афанас'єв Володимир Геннадійович (1999—2022) — старший лейтенант Збройних сил України, учасник російсько-української війни.
- Богомольний Володимир Сергійович — полковник, начальник артилерії Південної групи Дієвої армії УНР.
- Горін Євген Олександрович (1972—2023) — старший солдат збройних сил України, учасник російсько-української війни. Герой України (2025, посмертно).
- Горячевський Олександр Олександрович (1979—2014) — рядовий батальйону патрульної служби міліції особливого призначення «Шахтарськ», учасник російсько-української війни.
- Данилко Андрій Михайлович — український актор, співак, сценарист, телеведучий, композитор. Відомий також під жіночим сценічним іменем Вєрки Сердючки.
- Зощенко Михайло Михайлович — письменник-новеліст та сатирик.
- Кондратюк Юрій Васильович — вчений-винахідник, один із піонерів ракетної техніки й теорії космічних польотів.
- Концевич Іван Михайлович — богослов, історик церкви.
- Котляревський Іван Петрович — письменник, поет, драматург, основоположник сучасної української літератури, громадський діяч.
- Крамський Семен Володимирович (1979—2024) — лейтенант Збройних сил України, учасник російсько-української війни. Герой України (2025, посмертно).
- Луначарський Анатолій Васильович — письменник, журналіст, політик.
- Магеровський Борис Володимирович — полковник Дієвої армії УНР.
- Мстислав (Скрипник) — визначний український церковний діяч, патріарх Київський і Всієї України УАПЦ.
- Паскевич Іван Федорович — генерал-фельдмаршал, намісник Царства Польського.
- Петлюра Симон Васильович — державний, військовий та політичний діяч.
- Ротань Руслан Петрович — український футболіст та тренер.
- Солона Світлана Іванівна — поетеса, публіцист, журналіст, громадський діяч.
- Торська Анжела Анатоліївна (* 1978) — українська боксерка. Чемпіонка України, Європи, та світу (2002).
- Холодна Віра Василівна — кіноакторка драматичного жанру.
- Ярошенко Микола Олександрович — маляр-жанрист, художник-передвижник.
- Іцхак Бен-Цві — політичний та державний діяч, президент Ізраїлю (1952—1963).

## Полтава у філателії
Філателія на Полтавщині була започаткована у 1868 році випуском земською поштою марки Пирятинського повіту, а згодом ще 11 повітів Полтавської губернії. За період до 1916 року земські пошти видали 394 марки основних типів. Особливою увагою користується ювілейна серія з 7 марок на ознаменування 200-річчя Полтавської битви, а також унікальна марка 1912 року, на якій зображено вулицю села з хатами під стріхою та з стіжками сіна. Серед діячів земської пошти значне місце належить голові управи П. П. Ганьку — відомому філателісту, автору книги «Земская почта Полтавского уезда» (1914). Марки всіх повітів Полтавської губернії увійшли до «Каталогу земських поштових марок», виданого у 1925 році уповноваженим ВЦВК по філателії та бонах Ф. Г. Чучіним. Широкого розвитку набула філателія в повоєнні роки. У 1950-х роках в Полтаві та Кременчуці виникли гуртки філателістів, які згодом об'єдналися в міські товариства. 1962 року було офіційно зареєстровано Полтавське міське товариство колекціонерів, яке незабаром виросло до обласного. З нагоди 800-річчя Полтави (1974) видано марку № 4373, на блоці № 5126 (1980), траса руху Олімпійського вогню включає Лубни, Полтаву та Чутове. Полтавщині та відомим полтавцям присвячені десятки маркірованих конвертів, карток.

## Засоби масової інформації

### Друковані
- «Полтавський вісник»
- «Жовта газета»
- «Зоря Полтавщини»
- «Вечірня Полтава»
- «Нова Полтава» та інші.

### Телебачення
- Суспільне Полтава
- «Місто»
- «Poltavske.TV»

### FM-радіостанції
| №п/п | Частота, МГц | Назва                                        | Потужність, кВт | Адреса вежі                            | Передавач            |
| ---- | ------------ | -------------------------------------------- | --------------- | -------------------------------------- | -------------------- |
| 1    | 89,5         | «Радіо Культура»                             | 0,5             | просп. Першотравневий, 26-А            | ПФКРРТ               |
| 2    | 90,2         | «Армія FM»                                   | 0,5             | просп. Першотравневий, 26-А            | ПФКРРТ               |
| 3    | 92,4         | «Радіо Максимум»                             | 0,25            | просп. Першотравневий, 26-А            | ПФКРРТ               |
| 4    | 93,8         | конкурс від 17/07/2025                       | 0,5             | просп. Першотравневий, 26-А            | ПФКРРТ               |
| 5    | 96,2         | «Radio Relax»                                | 0,5             | просп. Першотравневий, 26-А            | ПФКРРТ               |
| 6    | 98,7         | «Країна ФМ»                                  | 0,1             | вул. Шведська, 2 (вул. Соборності, 66) | РПЦ ТРК «Край Медіа» |
| 7    | 99,1         | «DJFM»                                       | 1               | просп. Першотравневий, 26-А            | ПФКРРТ               |
| 8    | 99,5         | «Люкс FM»                                    | 0,5             | просп. Першотравневий, 26-А            | ПФКРРТ               |
| 9    | 100,0        | «Радіо Промінь»                              | 1               | просп. Першотравневий, 26-А            | ПФКРРТ               |
| 10   | 100,6        | «Kiss FM»                                    | 0,5             | просп. Першотравневий, 26-А            | ПФКРРТ               |
| 11   | 101,3        | «Перець FM»                                  | 1               | вул. Шведська, 2 (вул. Соборності, 66) | РПЦ ТРК «Край Медіа» |
| 12   | 101,8        | Українське радіо / Українське радіо. Полтава | 1               | просп. Першотравневий, 26-А            | ПФКРРТ               |
| 13   | 102,3        | «Хіт FM»                                     | 0,5             | просп. Першотравневий, 26-А            | ПФКРРТ               |
| 14   | 102,7        | «Power FM»                                   | 0,25            | просп. Першотравневий, 26-А            | ПФКРРТ               |
| 15   | 103,4        | «Радіо «НВ»»                                 | 0,5             | вул. Шведська, 2 (вул. Соборності, 66) | РПЦ ТРК «Край Медіа» |
| 16   | 103,8        | «Наше радіо»                                 | 1               | просп. Першотравневий, 26-А            | ПФКРРТ               |
| 17   | 104,5        | «Радіо Байрактар»                            | 0,5             | просп. Першотравневий, 26-А            | ПФКРРТ               |
| 18   | 105,0        | «Шлягер FM»                                  | 0,5             | просп. Першотравневий, 26-А            | ПФКРРТ               |
| 19   | 105,8        | «Мелодія FM»                                 | 0,5             | просп. Першотравневий, 26-А            | ПФКРРТ               |
| 20   | 106,8        | «NRJ»                                        | 0,1             | вул. Шведська, 2 (вул. Соборності, 66) | РПЦ ТРК «Край Медіа» |
| 21   | 107,2        | «Радіо П'ятниця»                             | 0,25            | просп. Першотравневий, 26-А            | ПФКРРТ               |
| 22   | 107,8        | «Radio ROKS»                                 | 0,25            | просп. Першотравневий, 26-А            | ПФКРРТ               |

Також здійснюють мовлення дві міжнародні радіостанції: «Шансон Плюс» та «Sfera Music».

## Міста-побратими
- Велико-Тирново (1961)[70]
- Міста району Есслінген — Фільдерштадт, Ляйнфельден-Ехтердінген, Остфільдерн (1988)
- Ірондеквойт (1991) [71]
- Дун'їн (2013) [72]
- Боржомі (2020)
- Калуш (2024)[73]
- Куп'янськ (2024)
- Коувола, Фінляндія (2025)[74][75]